# Bisdom El Vigia-San Carlos del Zulia
Het bisdom El Vigia-San Carlos del Zulia (Latijn: Dioecesis Vigilantis-Sancti Caroli Zuliensis) is een rooms-katholiek bisdom met als zetels El Vigia en San Carlos del Zulia, in Venezuela. Het bisdom is suffragaan aan het aartsbisdom Maracaibo. 

## Geschiedenis
Het bisdom werd opgericht op 7 juli 1994, uit delen van het bisdom Cabimas en de aartsbisdommen Mérida en Maracaibo. 

## Parochies
Het bisdom had in 2021 een oppervlakte van 8.057 km2 en telde 559.840 inwoners waarvan 77,6% rooms-katholiek was.

## Bisschoppen
- Domingo Roa Pérez (apostolisch administrator: 7 juli 1994 - 19 juni 1999)
- William Enrique Delgado Silva (14 april 1999 - 26 juli 2005)
- José Luis Azuaje Ayala (15 juli 2006 - 30 augustus 2013)
- Juan de Dios Peña Rojas (17 april 2015 - heden)

## Galerij van afbeeldingen

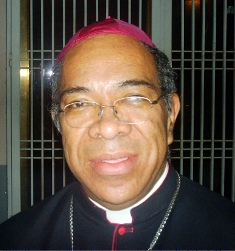
Bisschop William Enrique Delgado Silva (1999-2005)

Maracaibo (aartsbisdom) · Cabimas · El Vigia-San Carlos del Zulia · Machiques